# Xenocypris yunnanensis
Xenocypris yunnanensis е вид лъчеперка от семейство Шаранови (Cyprinidae). Видът е критично застрашен от изчезване.

## Разпространение
Видът е ендемичен за езерото Дианчи в провинция Юнан, Китай.
Популацията на вида започва да намалява през 70-те години. През 1985 г. са открити два екземпляра. Може да е изчезнал. Изчезването му вероятно се дължи на внесените видове риби бял амур, както и на прекомерния риболов и замърсяване.